# عبد الله نمر
عبد الله نمر (ولد في 29 يوليو 2002 في المنامة، البحرين) لاعب كرة قدم بحريني يجيد اللعب في مركز المهاجم. يلعب حاليا لصالح النجمة الذي ينافس في الدوري البحريني الممتاز منذ 2020.